# Muhammad Ahmad

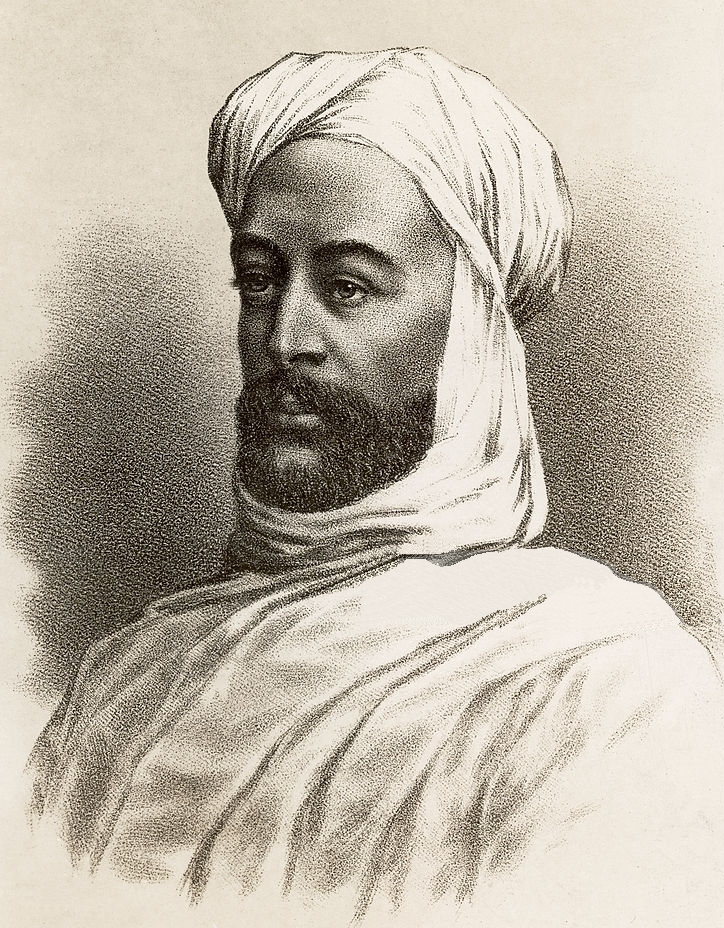
Muhammad Ahmad, künstlerische Darstellung von 1884

Muhammad Ahmad ibn as-Sayyid Abdallah (arabisch محمد بن السيد عبد الله بن فحل Muhammad bin as-Sayyid ʿAbdallāh ibn Fahl, DMG Muḥammad Aḥmad b. as-Sayyid ʿAbd Allāh b. Faḥl; * 1844 in Darar bei Dunqula; gestorben 22. Juni 1885 in Omdurman), genannt Mahdi (der von Gott geleitete), war der islamisch-politische Führer des nach ihm benannten Mahdi-Aufstandes und die zentrale Figur in der Geschichte Sudans im 19. Jahrhundert.

## Leben

### Die ersten Jahre
Muhammad Ahmad wurde 1844 als Sohn einer arabisierten nubischen Familie im Sudan geboren. Sein Vater war Bootsbauer und ging mit seiner Familie nach Berber und Khartum, weil dort die Ausbildungschancen für seine Söhne besser waren. Während Muhammads Brüder dem Beruf des Vaters nachfolgten, interessierte er sich für den Islam. Schon sein Urgroßvater war ein anerkannter Scherif im Sudan.
Muhammad Ahmad studierte Fiqh und den Koran und wandte sich dem Sufismus zu. 1861 traf er auf den Gelehrten Scheich Muhammad asch-Scharif, der dem Sammaniyya-Orden vorstand. Dieser erkannte Muhammads besonderes Engagement und ernannte ihn zum Scheich. Er durfte nun selber die Tariqa lehren und eigene Anhänger um sich scharen. 1871 folgte er seiner Familie auf die Aba-Insel im Weißen Nil und baute dort eine Moschee. Er fand viele Anhänger und wurde bekannt als eloquenter Prediger eines reformierten Islam der Rückkehr zu den Werten des Korans. Nachdem er sich über den verschwenderischen Aufwand Muhammad asch-Scharifs bei einem Beschneidungsfest ereiferte, wurde er aus dem Orden ausgeschlossen. Zwei erfolglose Pilgerreisen Muhammad Ahmads führten nicht zur Versöhnung, so dass dieser dem Orden Scheich Koreishis beitrat.

### Offenbarung
Muhammad Ahmad entwickelte auf seinen Reisen durch den Sudan eine oppositionelle Haltung gegen die ägyptische Fremdherrschaft. Er wandte sich gegen die repressive Steuerpolitik, die Willkür der Beamten und gegen die mangelnde Ernsthaftigkeit bei der Ausübung des Islam unter den ägyptischen Besatzern. Aber erst Abdallahi ibn Muhammad, sein späterer Nachfolger, betrachtete ihn als den Mahdi. Der Mahdi ist im Islam der von Allah gesandte Messias, der das Unrecht auf der Welt beseitigen wird. Abdallahi ibn Muhammad verbreitete, nachdem er von einer Krankheit genesen war, das Bild vom Wunder vollbringenden Meister. 1881 erklärte sich Muhammad Ahmad schließlich selbst zum Mahdi. Der Glaube an die Ankunft des Mahdi war im Sudan dieser Zeit weit verbreitet. Muhammad Ahmad stellte sich an die Spitze einer Aufstandsbewegung gegen die ägyptische Regierung und erklärte dieser am 29. Juni 1881 schriftlich seine Mission. Diese beschränkte sich nicht auf den Sudan oder Ägypten; das gesamte Osmanische Reich von Mekka bis Konstantinopel sollte einem islamischen Staat nach dem Vorbild der muslimischen Gemeinschaft des 7. Jahrhunderts weichen.

### Mahdi-Aufstand

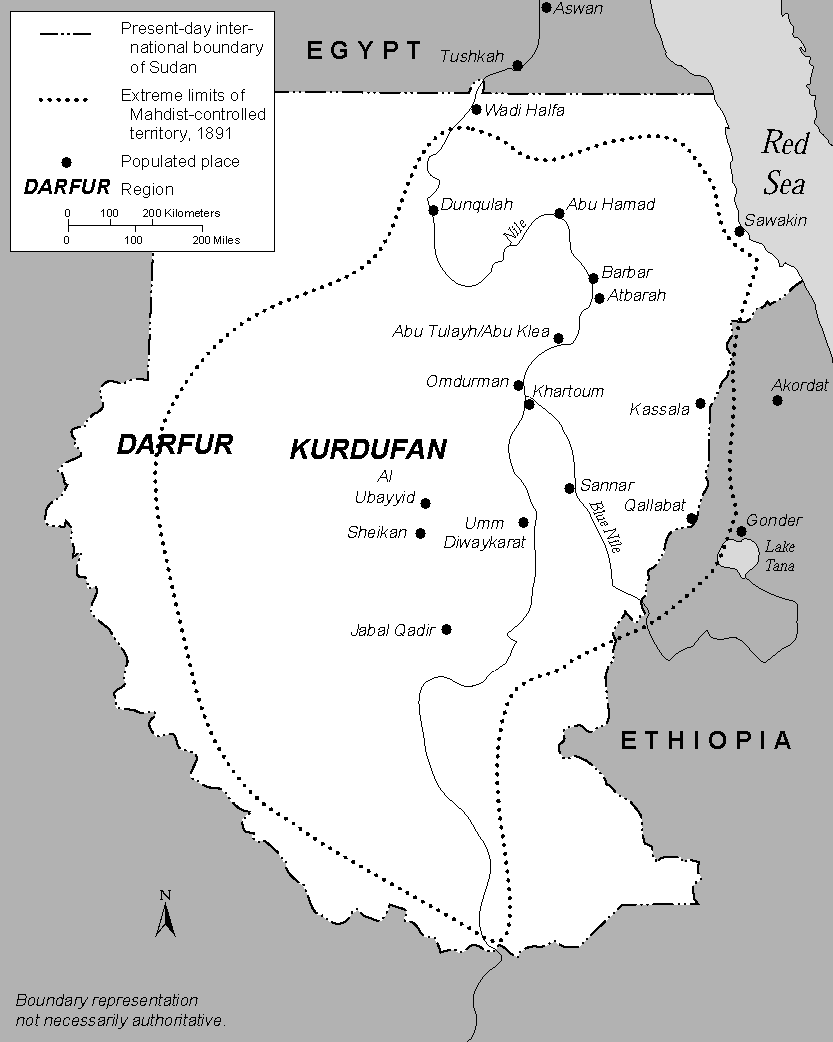
Ausdehnung des von den Mahdisten 1891 kontrollierten Gebietes in den alten Grenzen des Sudans, vor der Abspaltung des Südens

Emir Naaman, ein Baggara (halbnomadische Rindernomaden), der den für die Anhänger Muhammad Ahmads typischen, mit Flicken besetzten Überwurf Dschibba trägt.

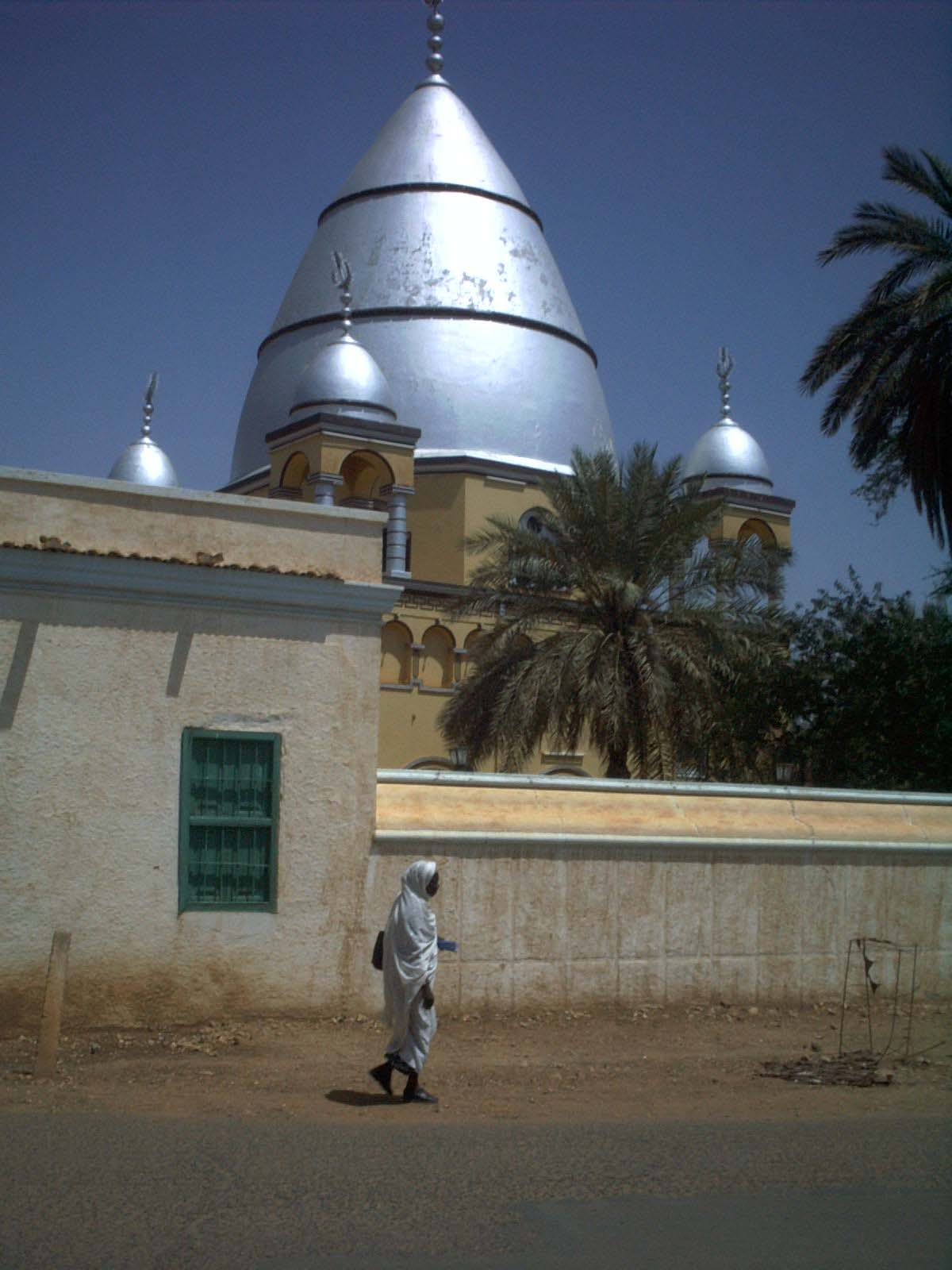
Das rekonstruierte Grab des Mahdi in Omdurman

Am 12. August 1881 versuchte der Gouverneur des Sudan, Rauf Pascha, Muhammad Ahmad festzusetzen. Doch die zwei mit Remington-Gewehren ausgestatteten Kompanien wurden in einen Hinterhalt gelockt und von den 300 mit Dolchen und Stöcken bewaffneten Anhängern Muhammad Ahmads geschlagen (Schlacht von Aba). Muhammad Ahmad rief daraufhin zum Heiligen Krieg auf. Er konnte eine Armee so genannter Ansar um sich scharen und gewann zahlreiche Stammesführer für seine Sache. Die Motivation seiner Anhänger war dabei vielfältig: Während die einst wohlhabenden Sklavenhändler die Steuern und Repressalien der Ägypter abschaffen wollten, folgten ihm große Teile der armen Bevölkerung um seiner religiösen Bedeutung willen. Um sich dem Zugriff der Behörden zu entziehen, begab er sich auf den Marsch nach Kordofan. Nach einem beschwerlichen Marsch durch die Wüste erreichten die Mahdisten am 31. Oktober 1881 die Nuba-Berge. Dort errichtete Muhammad Ahmad einen Stützpunkt, wo er am 9. Dezember 1881 seinen zweiten Sieg in der Schlacht von Dschebel Gedir erringen konnte. Daraufhin wurde Rauf abberufen. Man warf ihm vor, die Gefahr des Mahdi-Aufstandes unterschätzt zu haben. Sein Nachfolger, der deutschstämmige Giegler Pascha entsandte im Juni 1882 eine Streitmacht von 6000 Mann unter dem Kommando von Jusuf el-Schallali Pascha in die Nuba-Berge. Am 6. Juni wurden auch diese Truppen in der Zweiten Schlacht von Dschebel Gedir zerschlagen. Danach glaubten große Teile der Bevölkerung, dass Muhammad Ahmad der erwartete Mahdi sei. Die Wirren in Ägypten im Zuge der Besetzung des Landes durch Großbritannien infolge der Urabi-Bewegung begünstigten die Ausbreitung seiner Idee. Nach der Niederschlagung der Urabi-Bewegung strömten dem Mahdi neue Anhänger zu. Die religiöse Bewegung des Mahdismus, die es in der islamischen Welt bereits lange vorher gegeben hatte, erfasste durch den britischen Einmarsch in Ägypten jetzt das ganze Land. Die Streitmacht der Mahdisten wuchs weiter an und konnte die Provinzhauptstadt El Obeid nach viermonatiger Belagerung am 19. Januar 1883 einnehmen. Dabei fielen den Mahdisten 6000 Gewehre, fünf Geschütze und 100.000 Pfund in die Hände. Muhammad Ahmad errichtete in El Obeid sein Hauptquartier.
Die Mahdisten vernichteten am 5. November 1883 in der Schlacht von Scheikan eine 10.000 Mann starke ägyptische Armee. Durch diesen Sieg stieg das Ansehen des Mahdi beträchtlich. Der neue Gouverneur des Sudan, der Brite Gordon Pascha, versuchte vergeblich, die Ausbreitung der Mahdi-Bewegung zu verhindern. Von März 1884 bis Januar 1885 führten die Mahdisten die Belagerung von Khartum durch. Am 26. Januar 1885 eroberten die Mahdisten die Stadt, wobei Gordon Pascha getötet wurde. Die britische Expedition zur Rettung Gordons unter General Wolseley erreichte die Stadt am 28. Januar 1885, zwei Tage, nachdem diese gefallen war. Daraufhin wurden die britischen Truppen aus dem Sudan, bis auf das Gebiet Suakin, abgezogen. Großbritannien versuchte erst rund zehn Jahre später wieder, den Sudan zurückzuerobern.
Muhammad Ahmad gründete am westlichen Nilufer in Omdurman, gegenüber von Khartum, eine neue Hauptstadt, wo er am 22. Juni 1885 starb. Sein Leichnam wurde zunächst in einem Grabmal in Omdurman beigesetzt. Nach der Eroberung der Stadt 1898 durch den Sirdar (Oberbefehlshaber) der ägyptischen Armee, Herbert Kitchener, ordnete dieser die Zerstörung des Gebäudes an, um die Entstehung einer Wallfahrtsstätte zu verhindern. Die Aufgabe wurde W. S. Gordon, dem Neffen des vom Mahdi enthaupteten Gordon Pascha, übertragen. Später ließ Kitchener den Leichnam des Mahdi verbrennen und die Asche im Fluss zerstreuen. 1947 erlaubten die Briten, dass der Sohn des Mahdi das Grabmal originalgetreu nachbauen ließ. Das Gebäude mit dem silberfarbenen Kegeldach ist das Wahrzeichen Omdurmans.

### Bedeutung
Seinem Nachfolger und engstem Vertrauten Abdallahi ibn Muhammad, mit dem Titel Kalif, gelang es, das gesamte Gebiet des Sudan, zwischen den Provinzen Darfur im Westen, Suakin im Osten (ohne die Stadt), Dongola im Norden und Bahr al-Ghazal im Süden zu unterwerfen. Das Kalifat von Omdurman bildete die erste nationale sudanesische Regierung und existierte 15 Jahre. Die Mahdisten wurden am 2. September 1898 in der Schlacht von Omdurman durch ein britisch-ägyptisches Expeditionskorps unter Kitchener geschlagen.
Der Mahdi-Aufstand gilt als früher erfolgreicher Aufstand gegen den europäischen Kolonialismus. Das Mahdi-Reich kolonialisierte allerdings seinerseits Gebiete nichtmuslimischer Schwarzer im Süden. Durch Dschihad wurden diese Gebiete unterworfen und zwangsislamisiert – eine Praxis, die im Sudan bis heute angewandt wird (z. B. bei den Nuba).
Muhammad Ahmad begründete eine Bewegung des religiösen Fundamentalismus, wie sie noch im heutigen Sudan zu finden ist. Vor dem Hintergrund der ägyptischen Fremdherrschaft und dem Verfall dieser Herrschaft durch die britische Besetzung entstand daraus aber schnell eine politische Bewegung, die das ganze Land erfasste. Der Mahdi-Aufstand entwickelte sich zum ersten erfolgreichen Aufstand gegen den Kolonialismus in Afrika. Noch heute wird Muhammad Ahmad dafür im Sudan als Abu l'Istiklal (Vater der Unabhängigkeit) verehrt. Wie schon in der Zeit des Kalifats dient sein Grab auch heute noch als Pilgerstätte. Die von ihm gegründete Bewegung als Ansār as-sunna im Sudan wurde Ende des 20. Jahrhunderts auf etwa drei Millionen Anhänger beziffert.
Damit ideologisch und personell verbunden ist die politische Bewegung der National Umma Party. Diese wurde vom Sohn Muhammad Ahmads, Abd al-Rahman al-Mahdi, im Februar 1945 unter der damaligen Anglo-Ägyptischen Verwaltung gegründet. Dessen Enkel und Urenkel Muhammad Ahmads, Sadiq al-Mahdi, war bis zu seinem Tod im November 2020 Vorsitzender der Umma-Partei und zwei Mal Premierminister des Landes.

## Trivia
Der Ur-Urenkel von Muhammad Ahmad ist der Schauspieler Alexander Siddig, bekannt als Dr. Julian Bashir in der Science-Fiction-Serie Star Trek: Deep Space Nine (1993–1999).
Im Film Khartoum (1966) wird Muhammad Ahmad von Laurence Olivier dargestellt.
Muhammad Ahmad taucht als titelgebende Figur in der Mahdi-Trilogie (Zeitschriftversion 1891–93, Buchversion 1896) Karl Mays auf. Darin wird er als Verbündeter des fiktiven Sklavenjägers Ibn Asl dargestellt und von der Hauptfigur gefangen genommen. Im weiteren Verlauf der Handlung rettet ihm der Erzähler mehrmals das Leben. Vorher hatte er bereits einen Auftritt in Mays Illustrationstext Ibn el 'amm (1887).